# Shadow Hearts: Covenant
Shadow Hearts: Covenant, pubblicato originariamente in Giappone come Shadow Hearts II (シャドウハーツII?, Shadō Hātsu Tsū), è un videogioco di ruolo sviluppato dalla Nautilus per PlayStation 2. Il gioco è il seguito di Shadow Hearts.

## Trama
Il protagonista è Yuri, figlio di un ufficiale dell'esercito giapponese e di una donna russa, che ha la peculiarità di fondersi con i demoni dei sei elementi più un demone non elementale. Nel primo episodio, ambientato nel 1914, aveva sconfitto il malvagio Albert Simon che aveva cercato di invocare un dio degli inferi per impossessarsi del mondo. Nel corso della battaglia la sua amata, Alice, viene colpita da una maledizione e muore. Yuri, dunque, disperato e non soddisfatto dalla vittoria ottenuta, si ritira in un piccolo villaggio della Francia settentrionale di nome Domremy: ed è da qui che inizia la storia di Shadow Hearts: Covenant.

### Prima parte
I tedeschi stanno invadendo la Francia, ma nonostante più tentativi non riescono a conquistare Domremy perché Yuri, come demone la protegge. Un luogotenente di nome Karin sopravvive perché Yuri la salva da una bomba a mano e viene condotta nel Vaticano dal cardinale Nicolai per trovare nella Torre Apoina un oggetto chiamato Vischio sacro, per esorcizzare il demone. Tornata a Domremy, Karin conduce Nicolai alla chiesa dove incontrano il demone che si rivela come Yuri. Nicolai rivela di aver rapito la sua piccola amica Jeanne e di appartenere ad un ordine di guerrieri santi di nome Sapientes Gladio e nel tentativo di Karin di salvare Jeanne, Nicolai pianta il Vischio Sacro nel petto di Yuri.
Dopo un incubo, Yuri risveglia in una grotta con Karin, il suo amico nonno di Alice, Gepetto e il lupo bianco della piccola defunta Jeanne, Blanca. Il Vischio Sacro ha privato Yuri di tutte le sue energie e gli ha tolto la possibilità di fondersi con i demoni acquisiti nel primo capitolo. Intenti a scoprire chi sono i Sapientes Gladio e cos'è il Vischio Sacro partono per Parigi e li i quattro decidono di andare del geniale amico di Yuri, Roger Bacon, nel Galles in Inghilterra.
Nel fuggire dai Sapientes Gladio conoscono i loro soldati più feroci, Lenny Curtis e Veronica Vera, ai quali sfuggono con l'inganno e la forza. Reclutano il vampiro Yoachim a Le Havre, fratello di Keith, compagno di Yuri in Shadow Hearts e reincontrano Kato, anch'egli amico di Yuri nel primo gioco e fidanzato del defunto luogotenente Yoshiko Kawashima.
Alla casa di Roger, dove ancora si erge il monastero di Nemeton, non trovano Roger, ma scoprono da Lenny che Nicolai è andato a Firenze e un agente segreto di nome Thomas che incontrano rivela loro di una donna che ha avuto rapporti stretti in passato con i Sapientes Gladio.
A Firenze conoscono quella donna, Carla e la ballerina che lavora per lei e che si aggrega, Lucia e vengono indirizzati verso una base dei Sapientes Gladio. Lì incontrano Nicolai e Lenny che fanno loro una proposta: Roger per l'Emigré Manuscript. Yuri aveva lasciato il libro per resuscitare sotto il monastero di Nemeton, così dopo averlo recuperato vanno a Cannes e all'Isola di Santa Margherita per lo scambio. Veronica li cattura con un profumo paralizzante e li tortura e Nicolai prende il libro. Blanca che non era stato paralizzato dal profumo riesce a salvare tutti e insieme sconfiggono Lenny (che però tornerà da buono in Shadow Hearts: From the new world) e salvano Roger.
Roger conduce tutti loro con una jet alimentato ad acqua a San Pietroburgo, dal leader dei Sapientes Gladio, Grigori Rasputin, per impedirgli di rovesciare l'impero russo. Li salvano e conoscono la ribelle e curiosa principessa Anastasia Romanov che li porta da Rasputin. Ma Rasputin si dimostra invincibile perché protetto da uno scudo impenetrabile e dimostra a Yuri che per il Vischio Sacro non può nulla contro il suo nemico. Veronica incastra Anastasia di voler uccidere suo fratello Alexei e così i protagonisti snon costretti a fuggire con la principessa.
Roger li conduce dal precedente capo dei Sapiente Gladio, Bishop Jovis, in Turchia. Jovis racconta loro di come Rasputin si era fatto strada con la magia nera fino ad assumere il comando coi poteri del demone Asmodeus, ottenuti con un Contratto Spirituale fatto col demone. Racconta del progetto di Rasputin di usare Asmodeus per ricreare il mondo a sua immagine. Un suo amico aveva fatto un altro Contratto Spirituale con uno degli altri due demoni potenti quanto Asmodeus, Amon e con tali poteri aveva tentato di ricreare il mondo a sua immagine prima di Rasputin. A Yuri è chiaro chi era quest'amico: Albert Simon. Risulta quindi che Amon, il cui potere può distruggere Asmodeus e Rasputin ora è in lui perché ha sconfitto Albert, ma non può usarlo perché il Vischio Sacro glielo impedisce, e che col tempo distruggerà la sua anima.
Jovis gli permette di entrare nella sua stessa anima con Karin e di liberare Amon. Dopo il successo della missione, Jovis muore e gli eroi tornano a San Pietroburgo nella notte del ritorno dell tzar Nicola II e usando un condotto sotterraneo entrano a palazzo. Nicolai per un accordo sconosciuto consegna l'Emigré Manuscript a Kato. Yuri ferma un killer servo di Rasputin che avrebbe dovuto uccidere lo tzar e Anastasia accusa Rasputin con una foto. Yuri e gli altri affrontano e uccidono Veronica e Yuri frantuma lo scudo di Rasputin con Amon, ma nonostante ciò egli riesce comunque a evocare un palazzo volante dominato da Asmodeus.
Nonostante la sconfitta di Rasputin in punto di morte vengono a sapere che Yuri non ha via di scampo dal Vischio Sacro e che sta per perdere ogni forma di coscienza, ricordi, memoria e volontà, e che inoltre Nicolai vuole rilasciare un potere oscuro rinchiuso nella Torre Apoina.
Così tutti accorrono al Vaticano e Nicolai si rivela possessore di Astharoth, il terzo dio-demone dopo Asmodeus e Amon. Sebbene riescano a sconfiggere Nicolai, vengono liberate grandi dosi di Malevolenza, contenute nella torre per la gente che li ha sofferto per gli antichi processi cattolici e quest'energia contagia gli animi della gente di tutto il mondo. Kato prende in consegna Nicolai su ordine del Ministro degli Esteri giapponese nonostante Yuri disapprovi.

### Seconda parte
La liberazione della Malevolenza porta la guerra all'uso delle armi chimiche, e Yuri e i suoi amici non possono fare altro che seguire Kato in Giappone per spegnere per sempre la minaccia di Nicolai, che ora non controlla più Astaroth.
Un atterraggio di emergenza separa gli eroi da Roger e li blocca a Yokohama, dove si rifugiano in un deposito. Blanca salva da dei misteriosi uomini armati un giovane guerriero samurai di nome Kurando e con lui il suo maestro e la di lui figlia Principessa. Ma il giorno dopo, quando ritrovano Blanca, la bambina viene rapita da altri uomini armati e con Kurando, assunto come ottavo personaggio giocabile, violano la Battleship Mikasa per salvarla e li la bambina dice loro di chiamarsi Yoshiko Kawashima, come il luogotenente amico di Yuri e amante di Kato, morto nel primo capitolo. Al cimitero di Yokohama, la squadra scopre i poteri di fusione di Kurando con un singolo demone e battono il magicante al servizio del ministro giapponese, per poi ritrovarsi sulla tomba di Kawashima, prima figlia dell'anziano samurai maestro di Kurando.
Si trasferiscono tutti alla capitale e li continuano a cercare Nicolai ora utilizzato come cavia da scienziati che vogliono usare il potere di Astaroth come arma da guerra. Affrontano una parte del potere di Astaroth liberatasi e fuggita dal laboratorio e scoprono i nuovi guerrieri creati geneticamente al servizio di Kato, i Mutant Apes e trovano il laboratorio dove Nicolai era prigioniero, ma non riescono a catturalo.

Dopo aver rincontrato Roger diventa possibile passare liberamente dal Giappone agli ambienti europei della prima parte. Kurando conduce tutti al suo villaggio natio, nella Foresta Del Vento, laddove Affrontano e questa volta uccidono il piccolo malvagio magicante. Al villaggio conoscono la madre di Kurando, che con i suoi poteri di divinatrice rivela loro che per liberare Astaroth, Kato ha portato Nicolai al monte Fuji e si rivela anche essere la sorella del padre di Yuri, e quindi Kurando, suo cugino. Al monte Fuji, Yuri sfida Astaroth e lo vince, ma Nicolai non si pente di ciò che ha fatto e tentando di uccidere Yuri e Kato pugnala Owka, la donna creata da Kato per guidare i Mutant Apes, prima che Kato gli spezzi il collo. Dopo aver conquistato la residenza del ministro degli esteri giapponese, Yuri lo uccide a calci in preda alla collera per le sue macchinazioni per rendere il giappone una potenza mondiale a prezzo del sangue di innocenti. Roger aiuta Yuri a superare un momento di vuoto esistenziale a seguito del suo primo omicidio di un umano. Al cimitero Kato racconta del suo accordo con i Sapientes Gladio per avere l'Emigré Manuscript e così clonare Yoshiko Kawashima creando Owka. Consegna così il libro a Yuri per permettergli di rivedere Alice, ma gli dice anche che ha un ultimo progetto e che non si fermerà.
In Europa Roger manda Yuri a prendere un manufatto di cristallo ma l'esperimento fallisce ed Alice ricompare solo il tempo sufficiente di dichiarare a Yuri il suo amore, come fa Karin in seguito alla grotta del villaggio di Kurando.
Roger e la madre di Kurando sanno che Kato vuole utilizzare un luogo chiamato Piattaforma di Pietra di Asuka per creare un paradosso temporale e così portare il mondo indietro di cento anni con noncuranza per le conseguenze sul futuro del mondo, perché ritiene il mondo irrecuperabile. Nei suoi sogni Yuri incontra Alice nel treno dove si erano visti la prima volta e Jeanne sottopone Yuri ad una domanda (che fa la differenza nei finali alternativi) dicendo che ritiene l'aver compreso il senso dell'amore l'unico modo per liberarsi dal Vischio Sacro. Dopo aver sconfitto gli ultimi due Mutant Apes Gli otto eroi entrano in un mondo extra-temporale nel quale affrontano Kato e le immagini passate dei tre Mutant Apes e dopo aver vinto Yuri dice addio a Kato in fin di vita, il quale lo ringrazia di averlo fermato, e dice a tutti loro di pregare per permettere ad ognuno di loro di raggiungere il proprio mondo ideale.

### Epilogo
I membri della squadra si dicono addio e scompaiono uno alla volta finché non restano Yuri e Karin, lui le promette che si rincontreranno; ma dopo la di lei scomparsa uno spuntone di pietra lo infilza al petto frantumando la sua pietra demoniaca nella quale aveva sempre accumulato demoni per fondersi e malevolenza per rafforzarsi.
Karin finisce indietro nel tempo di ventisei anni e viene trovata dal padre di Yuri, laddove si capisce che lei in realtà è la madre di Yuri. Blanca ritorna da Principessa e da suo padre. Lucia fa ritorno a Firenze, da Carla. Gepetto ritrova la sua defunta figlia Cornelia. Joachim torna a combattere sul ring. Kurando e Anastasia si ritrovano insieme e felici in Giappone. Yuri nel finale felice torna all'inizio di Shadow Hearts e risale sul treno dove aveva incontrato Alice sorridendo, mentre nel finale infelice si ritrova con Roger Bacon nel presente.

## Modalità di gioco
Il gioco segue il classico schema del gioco di ruolo, esplorazione, combattimenti, risoluzione di enigmi eliminazione del personaggio principale e cambio di area. Il sistema di combattimento ricorda quello utilizzato dal videogioco Final Fantasy X quindi combattimento a turni prestabiliti, con una barra in alto allo schermo che indica l'ordine di questi turni. Ogni personaggio oltre al normale attacco fisico, ha la possibilità di utilizzare delle magie e delle sue peculiari abilità speciali (per esempio il lupo Blanca avrà delle abilità speciali che svilupperà sconfiggendo dei lupi che troverà lungo il viaggio, oppure Karin per sviluppare le sue abilità speciali dovrà ritrovare degli spartiti musicali sparsi per il gioco). Durante il combattimento dopo aver selezionato l'azione da svolgere apparirà il Judgement Ring, elemento originale nel gioco. Come con una ruota della fortuna, il giocatore deve calcolare il giusto tempo per far fermare il puntatore sulle zone di interessate: l'anello è infatti marcato con settori che identificano la tipologia dell'azione, al cui estremo vi è una zona rossa (meno ampia per un attacco di più elevata potenza); durante il gioco si potrà espandere le dimensioni di questi settori ritrovando particolari oggetti. Questo elemento aggiunge sicuramente maggiore imprevedibilità agli scontri. Lo sviluppo dei personaggi avverrà accumulando i punti esperienza, ottenibili sconfiggendo i nemici. L'aumento delle caratteristiche dei personaggi avverrà in maniera automatica, senza coinvolgere il giocatore. Non è possibile preferire l'incremento di un'abilità a discapito di un'altra.
Il gioco dal punto di vista grafico mostra modelli poligonali dei personaggi su sfondi bidimensionali. Il gioco utilizza intermezzi realizzati al computer.

## Colonna sonora
Il gioco è dotato di una colonna sonora con tracce realizzate prevalentemente da Yoshitaka Hirota (compositore fisso della serie) e Kenji Itō. Le 62 tracce hanno per lo più un ritmo veloce; molte di esse comprendono cori di voci incomprensibili, mantenendo una delle caratteristiche della colonna sonora del primo Shadow Hearts. Hanno inoltre partecipato alla composizione della colonna sonora Tomoko Kobayashi (anche tecnico del suono) e Ryo Fukuda.

### Doppiaggio

#### Inglese
I doppiatori della versione inglese del videogioco sono i seguenti:
- Joey Capps — Yuri Hyuga
- Michelle Ruff — Alice Elliot/Ouka
- Kari Wahlgren — Karin Koenig/Carla
- Bob Papenbrook — Rasputin
- Ardwight Chamberlain — Nicolas 'Nicolai' Conrad
- Jamieson Price — Special Agent Kato
- Stephanie Sheh — Principessa Anastasia Romanov
- Amos Nandy — Gepetto/Roger Bacon/Naniwa
- George C. Cole — Joachim Valentine/Albert Simon
- Richard Cansino — Lenny Curtis/Kurando Inugami/Blanca (Blanca solo nelle scene d'intermezzo delle Wolf Bout)